# Chaitophorus pallipes
Chaitophorus pallipes är en insektsart som beskrevs av Richards 1972. Chaitophorus pallipes ingår i släktet Chaitophorus och familjen långrörsbladlöss. Inga underarter finns listade i Catalogue of Life.